# Aggression Continuum
Aggression Continuum è il decimo album in studio del gruppo musicale statunitense Fear Factory, pubblicato il 18 giugno 2021.

## Descrizione
Pubblicato a distanza di sei anni dal precedente album Genexus a causa di numerose differenze creative e personali, oltre che a problemi legali, si tratta dell'ultimo album con il cantante Burton C. Bell, che decide di lasciare la band nel settembre 2020. La voce di Bell è presente nell'album poiché gran parte di esso è stato registrato nel 2017, parti di batterie escluse. Aggression Continuum è stato registrato, oltre che da Bell, dal batterista Mike Heller e il membro fondatore Dino Cazares, che ha contribuito sia alla chitarra che al basso.
È stato eletto da Loudwire come il 33º miglior album rock/metal del 2021, mentre il singolo Disruptor è stato eletto dalla stessa pubblicazione come la 12ª miglior canzone metal dello stesso anno. Gli altri singoli sono Recode e Fuel Injected Suicide Machine.

## Tracce
Testi di Burton C. Bell, musiche di Dino Cazares.
1. Recode – 5:47
2. Disruptor – 3:45
3. Aggression Continuum – 4:54
4. Purity – 3:50
5. Fuel Injected Suicide Machine – 5:28
6. Collapse – 4:20
7. Manufactured Hope – 5:01
8. Cognitive Dissonance – 4:37
9. Monolith – 3:34
10. End of Line – 7:18

## Formazione
Gruppo
- Burton C. Bell – voce
- Dino Cazares – chitarra, basso
- Mike Heller – batteria

Altri musicisti
- Igor Khoroshev – tastiera, arrangiamenti
- Rhys Fulber – tastiera addizionale
- Giuseppe Bassi – tastiera addizionale
- Max Karon – tastiera addizionale, assolo di chitarra in Monolith
- Jake Stern – voce narrante in Recode
- Alex Rise – tastiera in End of Line